# Latoszek
Latoszek – część miasta (od 1961) i osiedle w południowej części Wyszkowa (województwo mazowieckie).

## Historia
Latoszek to dawniej samodzielna wieś. W latach 1867–1925 należał do gminy Zabrodzie w powiecie radzymińskim. 1 lipca 1925 włączono go do gminy Kamieńczyk w tymże powiecie (województwo warszawskie). Tam 14 października 1933 wszedł w skład gromady o nazwie Skuszew w gminie Kamieńczyk, składającej się z wsi Skuszew, kolonii Kółko, wsi Latoszek, kolonii Suwiec, gajówki Giziewiczka, gajówki Skuszew i gajówki Rogówka.
W lipcu 1943 hitlerowcy napadli na zlokalizowany w Latoszku dom dowódcy Gwardii Ludowej rejonu Wyszków Władysława Ponichtery, którego zamordowali, a dom został spalony. 
1 lipca 1952 włączony wraz z całą gromadą Skuszew do miasta Wyszkowa w powiecie pułtuskim.
5 października 1954  wyłączony ponownie z Wyszkowa i włączony do nowo utworzonej gromady Rybienko Leśne w powiecie pułtuskim. 1 stycznia 1956 wraz z całą gromadą Rybienko Leśne wszedł w skład nowo utworzonego powiatu wyszkowskiego w województwie warszawskim. Po zniesieniu gromady Rybienko Leśne 31 grudnia 1959 włączony do nowo utworzonej gromady Wyszków w tymże powiecie.
31 grudnia 1961 wyłączony z gromady Wyszków i włączony ponownie do Wyszkowa.